# 팔뚝

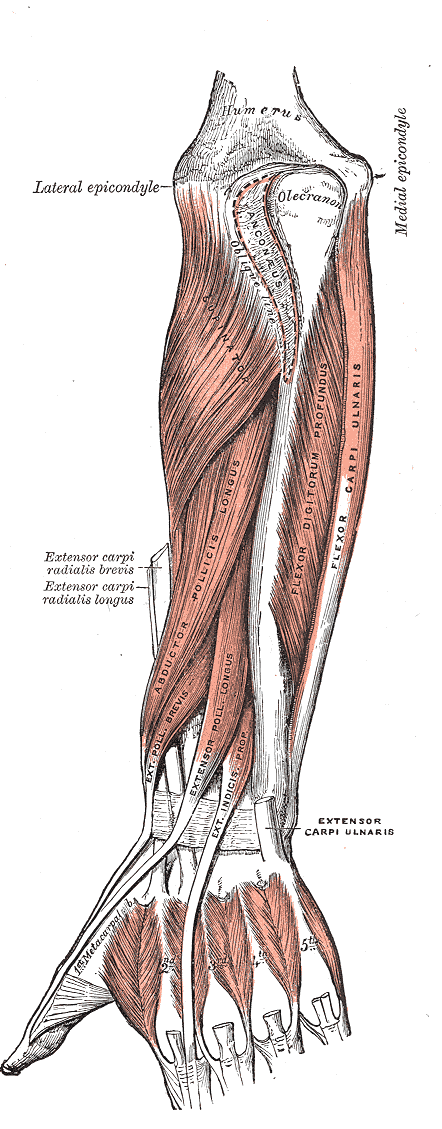

아래팔(forearm) 또는 전완 또는 팔뚝은 팔꿈치에서 손목까지의 부위이다. 뼈는 노뼈(radius)와 자뼈(ulna)로 구성되어있다. 근육은 원엎침근(pronator teres muscle), 손뒤침근(Supinator muscle), 자쪽손목굽힘근(flexor carpi ulnaris muscle), 자쪽손목폄근(Extensor carpi ulnaris muscle), 얕은손가락굽힘근(flexor digitorum superficialis muscle), 손가락폄근(Extensor digitorum muscle) 등이 있다.

## 같이 보기
- 위팔
- 위팔뼈
- 팔의 피부 신경분포
- 상지